# Bèuhòrt
Bèuhòrt (francès Beaufort) és un municipi occità del Savès, a Comenge (Gascunya), situat a la regió d'Occitània, departament de l'Alta Garona.